# 't Wapen van Hoorn (schip, 1619)
 't Wapen van Hoorn, soms ook wel Het Wapen van Hoorn of Wapen van Hoorn genoemd, was een 17e-eeuws fluitschip van de Vereenigde Oostindische Compagnie. Het tonnage lag tussen de 400 en 600 ton. Het schip is in 1619, ten tijde van de Republiek der Zeven Verenigde Nederlanden, gebouwd en voer tussen de Nederlanden en Australië. Tijdens de tweede vaart strandde het schip op de westkust van Australië. Het was vermoedelijk het tiende Europese schip dat dit overkwam.

## Reizen
't Wapen van Hoorn heeft de volgende drie intercontinentale reizen gemaakt:
De eerste reis
Het schip vertrok op 27 december 1619 onder commando van Roelof Pietersz vanaf de rede van Texel op weg naar Batavia. Op 5 juli arriveerde het schip bij Kaap de Goede Hoop en op 8 december 1621 kwam het te Batavia aan. Een maand later, op 7 januari 1621 vertrok het schip richting Texel, waar het op 17 juli arriveerde.
De tweede reis
Het schip vertrok op 26 december 1621 van de rede van Texel. In juni van het jaar erop liep het nabij de baai die tegenwoordig Shark Bay genoemd wordt aan de grond. Deze baai bevindt zich in West-Australië. De bemanning wist het schip weer los te krijgen waarna het op 22 juli 1622 op de rede van Batavia aankwam. Een kleine drie jaar later verliet het schip op eerste kerstdag 1625 onder gezag van kapitein Pieter Gerritsz. Bierenbroodspot Batavia. Ze verbleef te Kaap de Goede Hoop van 21 januari 1626 tot 21 februari dat jaar. Het liep de rede van Texel binnen op 9 juli.
Derde en laatste reis
Op 19 februari 1627 vertrok het schip onder commando van David Pietersz. de Vries. Het schip bleef van 16 juli tot 7 augustus dat jaar bij Kaap de Goede Hoop. In september arriveerde het schip voor een tweede maal bij Shark Bay, er werden bij die gelegenheid correcties aangegeven op de kaart van Dirck Hartog van die kust.  't Wapen van Hoorn kwam op 13 oktober aan in Batavia en is daarna waarschijnlijk in Oost-Indië gebleven. In 1628 was het op de kust van Coromandel.
Aagtekerke · Akerendam · Amsterdam · Arnhem · Batavia · Bleijenburg · Concordia · De Dry Heuvels · De Dry Papegaijtiens · Dromedaris · Duyfken · Eendracht · Eendraght · Fortuyn · Geldermalsen · Gouden Buys · Goudriaan · 't Gulden Zeepaert · Halve Maen · Hof van Zeelandt · Hollandia · Landskroon · Leeuwin · Magdalena · Mauritius · Meermin · Midloo · Negotie · Nieuw Hoorn · Nieuwvliet · Nijenburg · Oude Zijpe (1711) · Oude Zijpe (1740) · Prins Willem · Rarop · Ravenstein · Ridderschap van Holland · Saerdam · Schiedam · Valkenbos · Vergulde Draeck · 't Vliegend Hert · Voetboog · Wapen van Amsterdam · 't Wapen van Hoorn · Westerbeek · Wimmenum · Zuytdorp · Zeewijk